# 알제리 사하라 아랍어

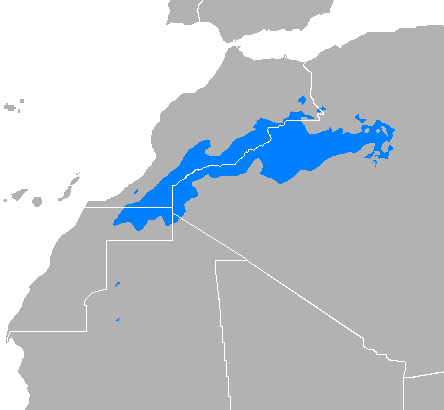
알제리 사하라 아랍어의 주요 사용 지역

알제리 사하라 아랍어는 알제리령 사하라 등지에서 쓰이는 아랍어의 방언으로, 마그레브 아랍어의 일종이다. 간단히 사하라 아랍어 또는 타만라세트 아랍어라고도 한다.
알제리에 약 10만 명의 화자가 있는데 대부분의 화자가 모로코와의 국경지대에 걸친 아틀라스 산맥 지역에 거주한다. 이외에 인접한 니제르, 모리타니, 서사하라, 말리, 리비아 등의 국경지대에도 사하라 아랍어 화자들이 분포한다.

## 같이 보기
- 마그레브 아랍어
- 사하라 사막